# Márcio Vieira
Pour les articles homonymes, voir Vieira.
Márcio Vieira de Vasconcelos, dit Márcio Vieira, né le 10 octobre 1984 à Marco de Canaveses au Portugal, est un footballeur international andorran évoluant au poste de milieu défensif. 
Il joue notamment de 2008 à 2023 pour le club espagnol de l'Atlético Monzón (en).
Il est le frère aîné de Xavier Vieira, footballeur professionnel depuis 2011.

## Biographie

### Sélection
Márcio Vieira est convoqué pour la première fois par le sélectionneur national David Rodrigo pour un match des éliminatoires de la Coupe du monde 2006 face à l'Arménie le 12 octobre 2005 (défaite 3-0). 
Il compte 129 sélections et 2 buts avec l'équipe d'Andorre depuis 2005.

## Palmarès
- SE Eivissa-Ibiza :
  - champion d'Espagne de D4 en 2007.